# Kostel Stětí svatého Jana Křtitele (Libčeves)
Kostel Stětí svatého Jana Křtitele je římskokatolický farní kostel v Libčevsi v okrese Louny. Původně románský kostel, který patří k nejstarším dochovaným stavbám svého druhu v Čechách, je zapsaný v Ústředním seznamu kulturních památek České republiky. Kostel je dominantou obce, stojí v jejím středu na nevysokém návrší.

## Historie a stavební vývoj
Ačkoliv první písemná zmínka o Libčevsi pochází z roku 1295 a o kostele až z roku 1352, samotný objekt je mnohem starší. Dendrochronologické rozbory překladů schodiště, provedených z dubů a borovice, je datovaly do konce třicátých let 13. století. To je v souladu s dosavadní uměnovědnou literaturou, která výstavbu kostela na základě slohových prvků kladla do této doby. Do tohoto románského období patří věž a její valené klenby v přízemí a prvním patře a na ni navazující západní část lodi s půlkruhovými okny. Původní je rovněž jižní portál do lodi, ukrytý za později přistavěnou předsíní. Zajímavým románským zdobným prvkem je také berličkový kříž na fasádě věže.
V dalším období byl původní románský presbytář nahrazen stávajícím. Na dobu jeho vzniku se názory liší. Většina starší literatury se přiklání k jeho vzniku do období před husitskými válkami. Jaroslav Skopec se v nejnovějším kompendiu, věnovaném středověkým venkovským okresům na Lounsku, přiklání až k přelomu 50. a 60. let 15. století. Někdy na přelomu 16. a 17. století byla ke kostelu přistavěna jižní předsíň. V roce 1787 byla postavena stávající kruchta. Roku 1853 došlo k postavení sakristie.

## Stavební podoba

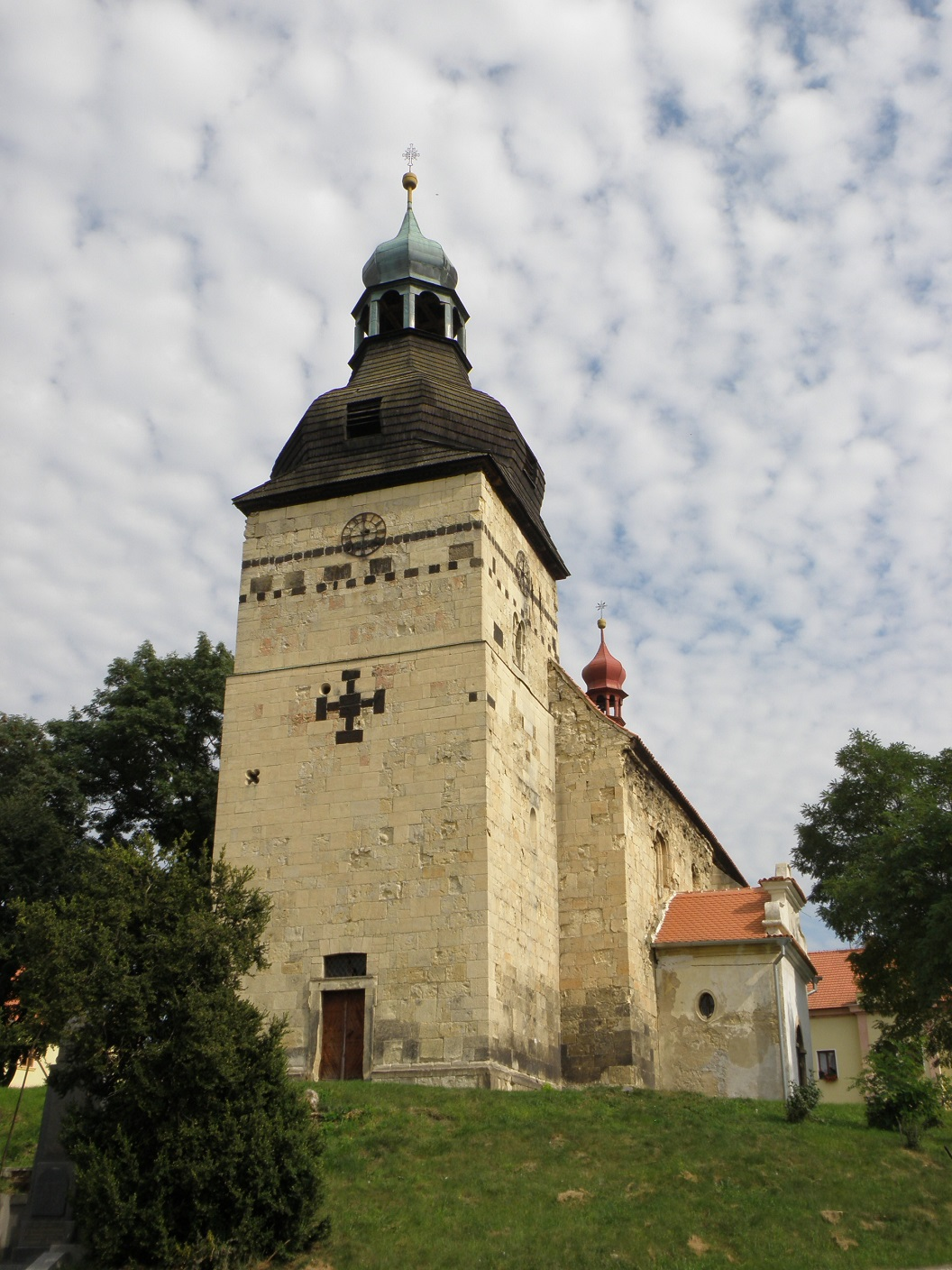
Západní průčelí s věží

Kostel je jednolodní. Nejstarší románskou částí kostela je obdélná loď s mohutnou hranolovou věží z opuky v západním průčelí a vezděným křížem z čedičových kamenů. Později byl upraven goticky a barokně. Přízemí věže je sklenuté valenou klenbou a v prvním patře se nachází zazděný portál. Fasáda lodi je ukončena obloučkovým vlysem. Na jižní straně do ní vede románský a ze severu gotický portál. V západní části lodi stojí barokní kruchta na dvou pilířích. Na loď navazuje gotický polygonální presbytář s odstupňovanými opěráky. Na severní straně se k němu připojuje sakristie a předsíň s hřebínkovou klenbou k lodi na jihu. Presbytář zaklenutý žebrovou klenbou na konzolách od lodi odděluje lomený vítězný oblouk. Portál na severní straně vede do sakristie.

## Zařízení
Zařízení kostela tvoří oltář z doby okolo roku 1700 s obrazem Stětí svatého Jana Křtitele, menší oltář svaté Anny a kamenná křtitelnice s rokajovým ornamentem ze druhé čtvrtiny osmnáctého století. Ze stejné doby pochází také kazatelna se sochou Dobrého pastýře. Interiér zdobí nástěnné malby z roku 1787 z ruky kadaňského malíře Josefa Sachse. Na stropě lodi to jsou obrazy stětí svatého Jana Křtitele a Kázání svatého Jana Křtitele na poušti. Na stropě v podkruchtí je namalován obraz Kristus vyhání penězoměnce z chrámu a na její poprsnici jsou obrazy čtyř církevních Otců. Klenbu presbytáře zdobí Křest Kristův, čtyři evangelisté a Bůh Otec s anděli.
Uvnitř kostela se nacházejí také náhrobníky Václava Vřesovického z roku 1585, Wolfa Senfelda z roku 1575 a kněze Bohuše z roku 1612. Další, většinou poškozené, náhrobníky jsou zasazené do vnější zdi. Dvoumanuálové varhany postavil v roce 1773 litoměřický varhanář Johann Rusch.